# Lecchi di Staggia
Lecchi di Staggia ist eine Fraktion der Gemeinde Poggibonsi in der Provinz Siena, Region Toskana in Italien.

## Geografie
Der Ort liegt ca. 5 Kilometer südöstlich des Hauptortes Poggibonsi und ca. 17 Kilometer nordwestlich der Provinzhauptstadt Siena im Gebiet des Chianti und des Elsatal nahe dem Fluss Staggia. Er liegt bei 233 Metern und hatte im Jahr 2001 ca. 160 Einwohner.

## Geschichte
Zunächst gehörte der Ort zur Pieve Sant’Agnese (heute Teil der Gemeinde Castellina in Chianti) und zu Santa Maria a Talciona (Talciona, heute Teil der Gemeinde Poggibonsi), die beide der Abtei San Salvatore in Badia a Isola unterstanden. Dokumentarisch wird der Ort am 8. November 1401 und am 25. August 1469 vom damaligen Erzbischof von Siena, Francesco Todeschini Piccolomini (der spätere Papst Pius III.) erwähnt.

## Sehenswürdigkeiten

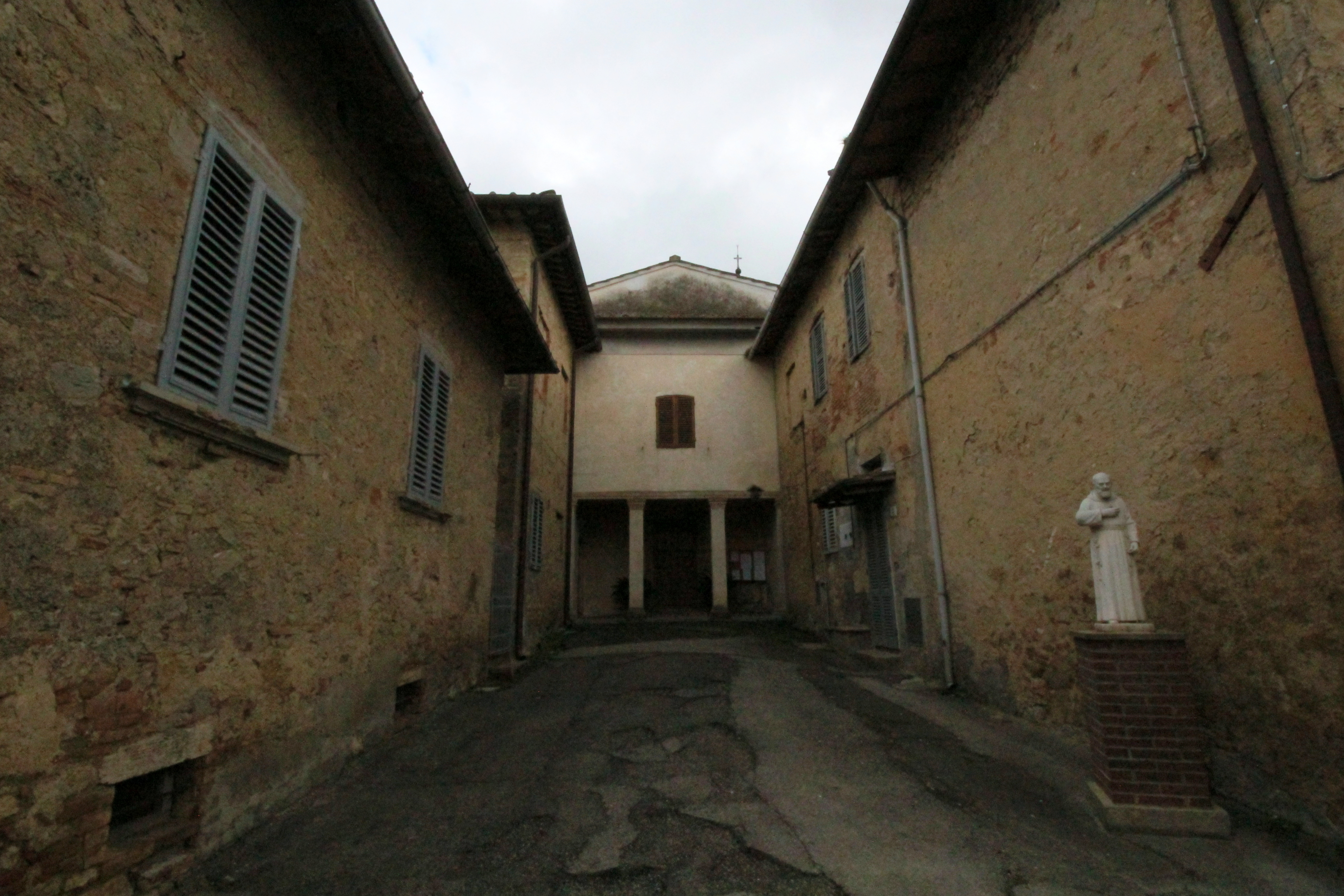
Die Vorderansicht der Kirche Santa Maria Assunta

- Santa Maria Assunta (Maria de Lecchis[1]), Kirche im Ortskern, die erstmals 1595 dokumentiert wurde. Im 19. Jahrhundert fand eine Restaurierung statt. Sie gehört zum Erzbistum Siena-Colle di Val d’Elsa-Montalcino.[3]